# Where You Going Oppa?
Where You Going Oppa?(어디 가요, 오빠?) è il primo singolo della cantante sudcoreana Hyuna, pubblicato il 6 giugno 2014 cme estratto dall'album Rain Effect.

## Descrizione
La canzone venne svelata a gennaio nell'album di Rain facendo uscire il video a maggio quando è uscito il singolo in Taiwan, Cina e Thailandia.
Ma la canzone uscì il 6 giugno per entrambi gli album.

## Video musicale
Il video uscì il 29 maggio con i sottotitoli in thailandese.

## Classifiche
| Classifica                 | Posizione massima |
| -------------------------- | ----------------- |
| Gaon Digital chart         | 16                |
| Gaon Streaming chart       | 20                |
| Gaon Download chart        | 25                |
| Gaon BGM chart             | 3                 |
| Gaon Mobile Ringtone chart | 15                |